# Papilio rutulus
Papilio rutulus, gelegentlich analog zur englischen Bezeichnung (Western Tiger Swallowtail) als Westlicher Tigerschwalbenschwanz bezeichnet, ist ein Schmetterling aus der Familie der Ritterfalter (Papilionidae). Von manchen Autoren wird sie lediglich als Unterart von Papilio glaucus angesehen.

## Merkmale
Die Falter erreichen eine Flügelspannweite von 70 bis 100 Millimetern. Sie haben gelbe Vorderflügel, auf denen vier schwarze Streifen quer verlaufen; diese werden zur Flügelspitze hin kürzer, so dass der vierte nur mehr angedeutet ist. Der Außenrand ist breit schwarz gefärbt, wobei direkt am Rand kleine gelbe Flecken eingeschlossen werden. Die Hinterflügel sind ebenfalls gelb und weisen einen breiten schwarzen Außenrand auf, der an den der Vorderflügel anschließt und der etwas größere gelbe Flecken mit einbezieht. Daneben verläuft der erste Tigerstreifen des Vorderflügels – dünn zulaufend – auf dem Hinterflügel weiter. An den Hinterflügeln kann man die für die Familie typischen Schwänzchen erkennen, die schwarz gefärbt sind und nur einen sehr feinen gelben Rand nach innen hin haben. Zwischen dem schwarzen Rand der Hinterflügel und über dem Schwänzchen sitzt ein schwarzes Auge mit graublauem Kern; darunter liegt ein roter Fleck. Links und rechts von diesem Auge sind je ein graublauer Fleck zu erkennen. Weiter, zum schwarzen Hinterflügelrand hin sind mehrere, leicht bläulich gestäubte, schwarze Flecken sichtbar. Diese Flecken sind bei dem sehr ähnlichen Papilio glaucus wesentlich stärker ausgeprägt. Die Flügelunterseiten sind gleich wie die Oberseiten gefärbt, die gelben Flecken am Rand der Vorderflügel verschmelzen miteinander, die blauen Bereiche der Hinterflügel sind etwas deutlicher und die schwarze Randbinde ist zum Teil unterbrochen. Einer der vom schwarzen Rand eingeschlossenen gelben Flecken der Hinterflügel ist zum Teil orange gefärbt. Papilio glaucus weist von diesen orangen Flecken mehrere auf. Der Körper der Falter ist im Wesentlichen schwarz, an den Seiten jedoch ausgedehnt gelb gefärbt.
Die Raupen werden ca. 50 Millimeter lang. Sie sind grün gefärbt und haben einen dunklen Ring mit großen, gelben Augenflecken, die schwarz und blau gekernt sind.

### Ähnliche Arten
- Papilio glaucus
- Papilio multicaudata
- Papilio pilumnus

## Vorkommen
Die Tiere kommen in großen Teilen der Nearktis vor. Sie sind von der Westküste der USA in Oregon, Idaho und Washington bis nach British Columbia in Kanada verbreitet. Im östlichen Teil der USA werden sie von Papilio glaucus verdrängt.

## Lebensweise
Die Falter sonnen sich oft und fliegen nur, wenn sie gestört werden. Man findet sie selten beim Nektarsaugen, gelegentlich saugen sie in Pfützen und Schlamm Wasser und Nährsalze auf.

### Flugzeiten
Sie fliegen jährlich in einer bis drei Generationen.

### Nahrung der Raupen
Die Raupen ernähren sich von den Blättern verschiedener Laubbäume wie z. B. Platanus racemosa, Espen (Populus tremula), Weiden (Salix spec.), Pflaume (Prunus domestica), Gewöhnlicher Flieder (Syringa vulgaris) und Eschen (Fraxinus spec.). Sie lehnen aber Tulpenbäume (Liriodendron) und Äpfel (Malus) ab, im Gegensatz zu Raupen der sehr nahe verwandten Papilio glaucus ssp. glaucus (Tulpenbäume und Äpfel) und Papilio glaucus ssp. canadensis (Äpfel). Trotzdem legen manchmal Weibchen Eier auf diesen ungeeigneten Arten ab und die Raupen verhungern nach dem Schlüpfen.

## Entwicklung
Die Weibchen legen ca. 100 ihrer intensiv grünen, glänzenden Eier einzeln an die Unterseite der Blätter ihrer Futterpflanzen. Nach ca. vier Tagen schlüpfen die Raupen. Nach fünf Häutungen sind sie ausgewachsen. Die Verpuppung findet in einer grünen (Sommer) oder braungrauen (Herbst) Gürtelpuppe statt. Im Sommer beträgt die Puppenruhe nur ca. 15 Tage. Tiere, die sich vor dem Winter verpuppen, schlüpfen in Abhängigkeit von den herrschenden Temperaturen erst nach einer Überwinterung im Frühjahr zwischen Februar und Mai.

### Online-Quellen
- Butterflies and Moths of North America - Eine Website der Montana State University (englisch)
- Website des E. H. Strickland Entomological Museum, Universität Alberta